# Rąbino (stacja kolejowa)
Rąbino – stacja kolejowa w Rąbinie, w województwie zachodniopomorskim, w Polsce. Na przystanku stają pociągi osobowe relacji Runowo Pomorskie – Białogard.

## Ruch pasażerski
| Rok  | Wymiana pasażerska na dobę |
| ---- | -------------------------- |
| 2017 | 150–199                    |
| 2022 | 100–149                    |

W 2011 roku stacja przeszła gruntowną przebudowę: zburzono stary magazyn kolejowy, zmieniono przestarzałe semafory kształtowe na świetlne, zmieniono układ torowy stacji, zburzono jedną nastawnię (przy wyjeździe na Białogard, a całość obsługi stacji przejęła jedyna już pozostająca, w pełni zautomatyzowana nastawnia (przy wyjeździe na Świdwin).

## Połączenia
- Białogard (REGIO)
- Czarnowęsy (REGIO)
- Chociwel (REGIO)
- Koszalin (REGIO)
- Łobez (REGIO)
- Nielep (REGIO)
- Runowo Pomorskie (REGIO)
- Sławno (REGIO)
- Słupsk (REGIO)
- Stargard (REGIO)
- Szczecin (REGIO)
- Świdwin (REGIO)
- Ustka (w wakacje) (REGIO)